# Brooke Valentine
Brooke Valentine, nome artístico de Kanesha Nichole Brookes (Houston, 5 de outubro de 1984), é uma cantora de R&B e compositora. 

## Carreira
Começou sua carreira musical fazendo parte do grupo feminino Best Kept Secret. 
Ao começar sua carreira solo, se mudou para Los Angeles, Califórnia, e manteve por Subliminal Entertainment/Virgin Records. 
Lançou seu álbum de estreiat, Chain Letter, em 15 de março de 2005. 
O seu primeiro single, "Girlfight" - que conta com as participações de Big Boi e Lil Jon -, foi um sucesso. É uma música sobre a tensão entre duas garotas que termina em uma briga.

## Discografia
- Chain Letter (2005)
- Physical Education ‎(2007)
- Physical Education - Mixtape (2009)
- Valentine's Day - EP ‎(2009)
- Love Letters - EP (2013)